# Demografía de Birmania
La Demografía de Birmania comprende todas aquellas características demográficas de la población de este país, incluyendo la densidad poblacional, grupos étnicos, nivel educacional, salud poblacional, situación económica, creencias religiosas y otros aspectos de la población.
De acuerdo al último censo oficial realizado en Birmania el 31 de marzo de 1983, la población era de 35 442 972 habitantes. En julio de 2003, CIA World Factbook estimó que dicha cifra había aumentado a 47 758 180 de habitantes, sin embargo, diversos otros cálculos elevan esta cifra a valores que oscilan entre 50 y 60 millones de personas. Estimaciones realizadas por Gran Bretaña —basados en los organismos de derechos humanos- sitúan las proyecciones de población como superiores a 70 millones. Dichas estimaciones realizadas toman en cuenta explícitamente los efectos provenientes por las altas tasas de mortalidad debidas al sida; ello podría resultar en una menor esperanza de vida, mayor mortalidad infantil y altas tasas de mortalidad, bajas tasas de crecimiento, y cambios en la distribución poblacional por edad y sexo de lo que se pudiera esperar.
De acuerdo a información del periódico chino People Daily, Birmania habría tenido un censo en 2007, y a finales de 2009 tendría alrededor de 59,2 millones de personas, con tasas de crecimiento del orden del 2 % anual, con excepción del ciclón Nargis en 2008.
En este contexto, ningún censo confiable que ha ocurrido desde 1930. En la década de 1940, los detalles y resultados del censo fueron destruidos durante la invasión japonesa de 1942; en particular, los resultados del censo después de dicha época se han viciado por las guerras civiles y una serie de gobiernos militares. El último censo oficial, realizado en 1983, se produjo en un momento en que varios sectores del país estaban controlados por grupos insurgentes y que resultaban de difícil acceso para el gobierno.
Según la Encuesta Nacional de Ingresos y Gastos de 2006, el tamaño promedio de un hogar birmanés era 4,72 (4,87 urbana y 4,67 rural), y el gasto promedio per cápita de los hogares era de K 20581,71 (23269,10 a nivel urbano y K 19407,25 a nivel rural).

## Estadísticas Vitales
Birmania tiene una baja tasa de fertilidad (2,07 en 2010), ligeramente por encima del nivel de reemplazo, sobre todo en comparación con otros países del sudeste asiático con capacidad económica similar, como Camboya (3,18) y Laos (4,41), lo que representa un descenso significativo respecto al 4,7 existente en 1983 (y leve respecto al 2,4 en 2001, a pesar de la ausencia de una política nacional de población.
La tasa de fertilidad es pronunciadamente más baja en las zonas urbanas del país; esto se atribuye a que los matrimonios tienden a ser tardíos (casi sin precedentes en la región, con la excepción de los países desarrollados), la prevalencia de abortos ilegales y la alta proporción de mujeres solteras en edad reproductiva (con 25,9% de mujeres de entre 30 y 34 años y aproximadamente un 33,1% de hombres y mujeres solteros/as entre 25 y 34 años). Esto se debe a varias cuestiones culturales y económicas: en el primer caso, las dificultades económicas se traducen en el retraso del matrimonio y la conformación de una familia (la edad media de matrimonio en Birmania es de 27,5 para los hombres y 26,4 para las mujeres), mientras que en el segundo caso, la aceptación social del celibato entre los birmanos, que son en su mayoría budistas, y el valor que se le otorga como medio de desarrollo espiritual tienden a reducir la tasa de fertilidad.

### Nacimientos y muertes
| Período | Nacidos vivos por año | Defunciones por año | Cambio natural por año | TBN1 | TBM1 | CN1  | TF1  | TMI1  |
| --- | --------------------- | ------------------- | ---------------------- | ---- | ---- | ---- | ---- | ----- |
| 1950–1955 | 856 000               | 515 000             | 341 000                | 47.5 | 28.6 | 18.9 | 6.00 | 212.8 |
| 1955–1960 | 885 000               | 466 000             | 419 000                | 44.4 | 23.4 | 21.0 | 6.00 | 175.2 |
| 1960–1965 | 928 000               | 454 000             | 475 000                | 41.9 | 20.5 | 21.4 | 6.10 | 155.7 |
| 1965–1970 | 993 000               | 426 000             | 567 000                | 40.1 | 17.2 | 22.9 | 6.10 | 131.1 |
| 1970–1975 | 1 092 000             | 418 000             | 674 000                | 39.2 | 15.0 | 24.2 | 5.90 | 112.7 |
| 1975–1980 | 1 068 000             | 402 000             | 666 000                | 34.2 | 12.9 | 21.4 | 4.90 | 97.5  |
| 1980–1985 | 1 085 000             | 421 000             | 664 000                | 31.5 | 12.2 | 19.2 | 4.30 | 93.0  |
| 1985–1990 | 1 100 000             | 445 000             | 656 000                | 29.2 | 11.8 | 17.4 | 3.80 | 89.7  |
| 1990–1995 | 1 017 000             | 418 000             | 598 000                | 25.0 | 10.3 | 14.7 | 3.10 | 76.1  |
| 1995–2000 | 969 000               | 405 000             | 564 000                | 22.3 | 9.3  | 13.0 | 2.65 | 65.4  |
| 2000–2005 | 881 000               | 408 000             | 473 000                | 19.3 | 8.9  | 10.4 | 2.25 | 59.8  |
| 2005–2010 | 846 000               | 417 000             | 428 000                | 17.9 | 8.9  | 9.1  | 2.08 | 55.0  |
| 1 TBN = Tasa bruta de natalidad (por 1000); TBM = Tasa bruta de mortalidad (por 1000); CN = Cambio natural (por 1000); TF = Tasa de fertilidad (número de niños/as por mujer); TMI = Tasa de mortalidad infantil por 1000 nacimientos |                       |                     |                        |      |      |      |      |       |

## Grupos étnicos y religiosos
| Composición étnica en Birmania* | Composición étnica en Birmania* | Composición étnica en Birmania* | Composición étnica en Birmania* | Composición étnica en Birmania* |
| ------------------------------- | ------------------------------- | ------------------------------- | ------------------------------- | ------------------------------- |
| Grupo étnico o raza             | Grupo étnico o raza             |                                 | porcentaje                      | porcentaje                      |
| Bamar                           | Bamar                           |                                 | 68 %                            | 68 %                            |
| Shan                            | Shan                            |                                 | 9 %                             | 9 %                             |
| Kayin                           | Kayin                           |                                 | 7 %                             | 7 %                             |
| Otros grupos                    | Otros grupos                    |                                 | 4.5 %                           | 4.5 %                           |
| Rakhine                         | Rakhine                         |                                 | 3.5 %                           | 3.5 %                           |
| Chinos                          | Chinos                          |                                 | 2.5 %                           | 2.5 %                           |
| Mon                             | Mon                             |                                 | 2 %                             | 2 %                             |
| Kachin                          | Kachin                          |                                 | 1.5 %                           | 1.5 %                           |
| Hindúes                         | Hindúes                         |                                 | 1.25 %                          | 1.25 %                          |
| Kayah                           | Kayah                           |                                 | 0.75 %                          | 0.75 %                          |
| * Porcentajes estimados         |                                 |                                 |                                 |                                 |

El gobierno birmano identifica ocho grandes razas étnicas nacionales (que comprenden 135 "distintos" grupos étnicos), y que incluyen al Bamar (68%), Shan (9%), Kayin (7%), Rakhine (4%), Mon (2 %), Kayah y Kachin. Sin embargo, el sistema de clasificación gubernamental es errónea, toda vez que ésta agrupa a los grupos étnicos bajo razas étnicas por geografía, más que por similitud lingüística o genética (por ejemplo, el Kokang se encuentran bajo la raza Shan, a pesar de que son de origen chino). Dentro de los grupos étnicos no reconocidos están los indígenas de Birmania y los sino-birmanos, que conforman el 2% y 3% de la población respectivamente. El 5% restante pertenece a pequeños grupos étnicos, como las comunidades anglo-birmanos y la anglo-hindúes, así como los Lisu, Rawang, Naga, Padaung, Moken y muchas otras minorías a lo largo del estado de Shan.
El idioma oficial y medio de enseñanza primaria es birmano (65%). Sin embargo, aproximadamente cien idiomas se hablan en el país, incluyendo el shan (6,4%), kachin (5,2%), kachin (1,8%), chin (1,6%), mon (1,5%) y rakhine (1,5%); el inglés también se habla, sobre todo por la élite urbana educada, y es segundo idioma que se enseña en las escuelas públicas.
El Budismo es la religión predominante con un 89%, seguido por los cristianos y musulmanes con un 4% respectivamente, otros con un 2% (incluyendo el animismo y la religión popular china).

## Educación
El sistema educativo de Birmania es administrado por el Ministerio de Educación,. La masa estudiantil del país asciende a 8.092.510 alumnos. El sistema educativo está basado en el del Reino Unido, debido principalmente a casi un siglo de presencia británica y cristiana en el país. Casi todas las escuelas son administradas por el gobierno, pero ha habido un aumento reciente en las escuelas financiadas con fondos privados (con foco en el idioma inglés). 
La escolarización es obligatoria hasta finalizar la educación primaria —probablemente hasta alrededor de los nueve años, mientras que la edad de escolarización obligatoria es de 15 o 16 a nivel internacional—, con un total de 4 948 198 alumnos en dicho nivel. A nivel secundario, el número de matriculados alcanza a 2 589 312 estudiantes, mientras que a nivel terciario, dicha cifra ronda los 550.000 alumnos. Cabe indicar que las universidades e institutos profesionales están a cargo de dos entidades separadas: el Departamento de Educación Superior del Alto Birmania y el Departamento de Educación Superior del Bajo Birmania, que tienen sus respectivas sedes en Rangún y Mandalay.